# 田中利周
田中 利周（たなか としかね、1968年1月27日 ‐ ）は、日本の政治家、教育者。特別区議会議長会会長、文京区議会議長。早稲田アカデミー教務企画顧問。令和４年度東京都功労者表彰受賞。

## 来歴
兵庫県宝塚市生まれ。大阪教育大学附属池田中学校、大阪教育大学附属高等学校池田校舎、東京大学文学部卒業。東京大学大学院人文科学研究科修了。
2007年4月の統一地方選挙で文京区議会議員選挙に出馬し、初当選した。以後、5期連続で当選を果たす。自由民主党の公認を受ける。2021年6月、文京区議会議長に就任した。2022年6月、特別区議会議長会会長に就任した。
2022年9月7日のFRIDAYデジタルの記事「投票率１位の文京区『当選区議１位～５位が大学院卒』で見えたもの」で、政治家・教育者としてインタビューにこたえている。

## 人物
- 社団法人文化教育サポーターズ理事
- 本郷東大「文の会」代表
- 早稲田アカデミー教務企画顧問

## 著書

### 著書
- 『東大脳さんすうドリル』幻冬舎エデュケーション　2013年3月　ISBN 4344976452
- 『東大脳さんすうドリル　基礎編』幻冬舎　2016年3月15日　ISBN 9784344978591
- 『東大脳さんすうドリル　計算編』幻冬舎　2019年3月20日　ISBN 9784344992344
- 『東大脳さんすうドリル　図形編』幻冬舎　2019年7月24日　ISBN 9784344992450
- 『東大脳さんすうドリル　論理・文章題編』幻冬舎　2021年2月25日　ISBN 9784344790179

### 連載
- 『サクセス15』「東大入試突破への現代文の習慣」2008年8月‐連載中 グローバル教育出版
- 『サクセス12』「社会のミカタ」2017年7月-連載中 グローバル教育出版 [4]
- 『GOLD　ONLINE』幻冬舎 [5]